# 崔英宰 (播音员)
崔英宰（： Choi Young-jae，1982年1月12日—），韓國主持人、講師、企業家。前韓國職業軍人。目前主要工作在教育保安和安全領域講授和寫作，並在軍事部/大學擔任客座教授。
2021年參與韓國綜藝節目《鋼鐵部隊》擔任導師及主持人之一。 節目中崔英宰以冷靜、詳細說明及評價部隊成員的任務執行能力，充分展現了大師般的魅力因而受到關注。及後更出演了多個人氣綜藝節目，如： SBS《我家的熊孩子》、KBS2《我的超人爸爸》和JTBC《認識的哥哥》等等。

## 個人簡介

### 早期生活
崔英宰出生於大邱，2005年於龍仁大學大學畢業。畢業後成為職業軍人並擔任韓國陸軍特戰司令部特種部隊反恐指導軍官長達10年，執行各種特殊任務及教育工作。2014年退役後，作為VIP保鏢工作。2017年崔英宰於韓國總統競選期間擔任總統文在寅身邊隨身保鏢，因高顏值保鏢工作照意外受到大眾矚目，連外國媒體紐約郵報也有他的報導。 。

### 個人生活
崔英宰與大學校園認識及相戀15年的妻子Ahn Hana(音譯: 安荷娜)結婚，並育有兩名女兒。另外，他在訪問中表示因為兩名女兒並獲取國家美髮執照，其後於2016年開設了一所美髮店及一所兒童咖啡館。
2023年崔英宰成立了韓國首間專業軍事諮詢公司Tier One Bros，以便在媒體上描述更準確更真實的各種軍事知識。 而他第一個諮詢的電視節目就是Channel A/ ENA綜藝節目《鋼鐵部隊》第三季。

## 軍事經歷
韓國陸軍第45批學士軍官任命為軍官

空降特戰第11旅副旅長

反恐大隊第707特種任務營副隊長

完成JUMP MASTER課程、SCUBA課程、高海拔基礎課程（HALO）等各種特殊教育課程

向黎巴嫩部署維和部隊

第707特種任務營行動師訓練官、第47反恐訓練負責人、反恐教官組長

OAC完成

第13空降兵旅特種任務大隊高空隊長

高空隊長赴阿聯酋軍事訓練合作隊

大韓民國國防部長表揚、大韓民國參謀長聯席會議委員長表揚等等

### 個人榮譽
2022年12月 獲得韓國陸軍宣傳大獎

2022年 任命為慶尚北道榮州慶北國立大學軍事系客座教授

2023年6月 成為國際大學軍事系特聘教授

2023年10月 任命為宣傳6·25最大戰場慶尚北七谷郡的宣傳大使

## 綜藝節目

### 固定出演
| 播放日期                       | 節目頻道       | 節目名稱                               | 備註       |
| ------------------------------ | -------------- | -------------------------------------- | ---------- |
| 2020年11月20日 - 2021年8月20日 | KBS 1TV        | 재난탈출 생존왕 (音譯：災難逃生生存王) | 導師及主持 |
| 2021年3月23日 - 2021年6月22日  | Channel A/ ENA | 《鋼鐵部隊》第一季                     | 導師及主持 |
| 2022年2月22日 - 2021年6月7日   | Channel A/ ENA | 《鋼鐵部隊》第二季                     | 導師及主持 |
| 2023年9月19日 - 2023年12月5日  | Channel A/ ENA | 《鋼鐵部隊》第三季                     | 導師及主持 |
| 2023年2月6日 - 2023年3月27日   | ENA            | 《新兵第2季》                          | 訓練導師   |
| 2024年10月1日－2024年12月17日  | Channel A      | 《鋼鐵部隊》W （女军特辑）             | 導師及主持 |

## 外部連結
- 崔英宰的Instagram帳戶
- YouTube上的崔英宰頻道